# Günter Bernard
Günter Bernard (født 4. november 1939 i Schweinfurt, Tyskland) er en tidligere tysk fodboldspiller (målmand).
Han spillede primært for Werder Bremen, og var i begyndelsen af sin karriere også tilknyttet FC Schweinfurt i sin fødeby. Med Werder vandt han i 1965 det tyske mesterskab.
Bernard spillede desuden fem kampe for det vesttyske landshold. Han deltog for sit land ved VM i 1966 i England, hvor holdet nåede finalen. Dog var han ikke på banen i turneringen, hvor han var reserve for førstevalget Hans Tilkowski.

## Titler
Bundesligaen
- 1965 med Werder Bremen